# Shen Chen
Pour les articles homonymes, voir Shen.
Dans ce nom chinois, le nom de famille, Shen, précède le nom personnel.
Shen Chen (chinois traditionnel : 沈晨 ; pinyin : Shěn Chén, née le 28 juillet 1990) est une escrimeuse chinoise, pratiquant le sabre. Elle est sacrée championne d'Asie trois années consécutives entre 2014 et 2016.

## Carrière

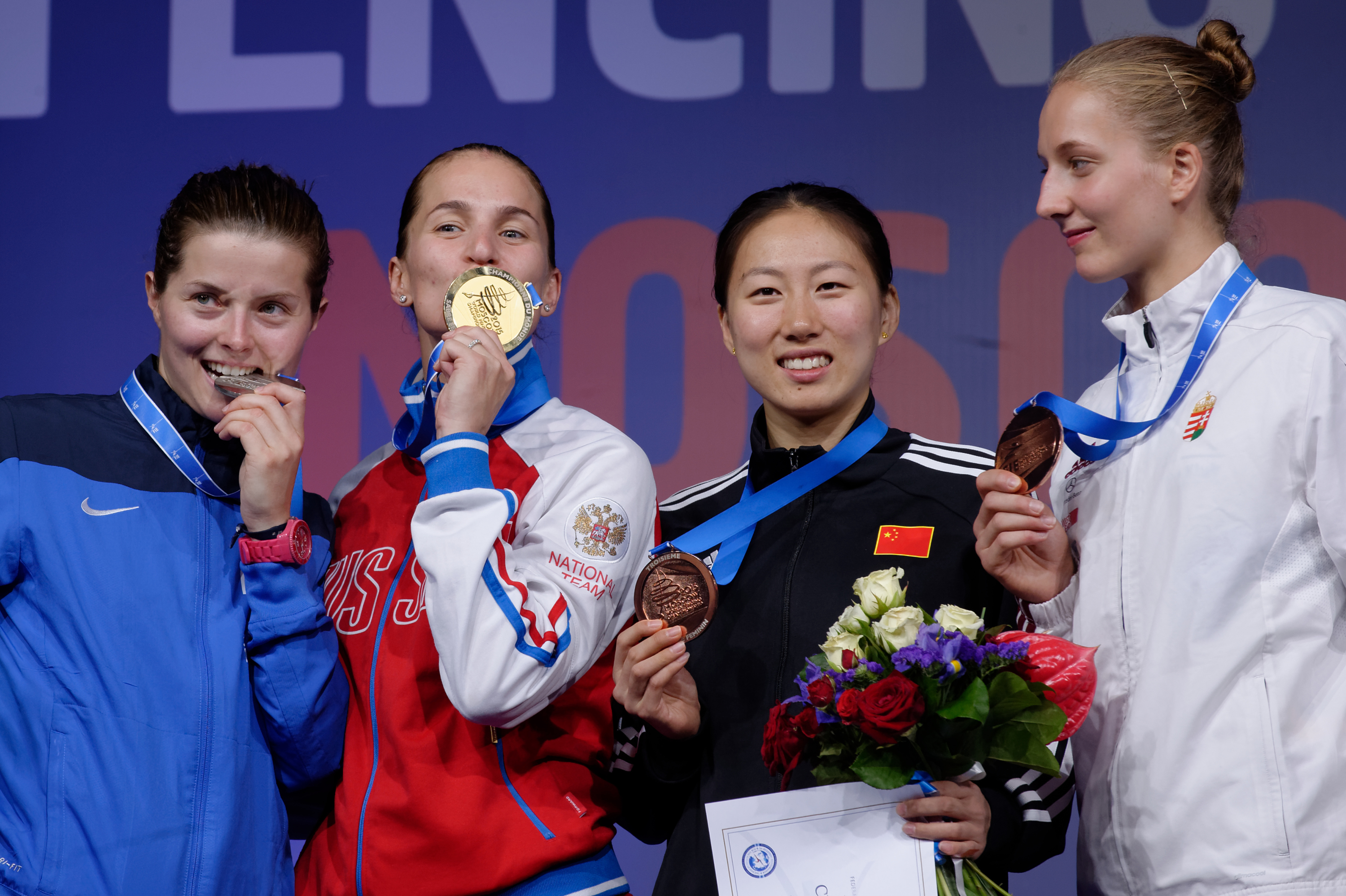
Podium du sabre féminin aux championnats du monde 2015, Cécilia Berder, Anna Márton, Sofiya Velikaya.

Chen représente la Chine aux Jeux mondiaux militaires d'été de 2011 à Rio de Janeiro et y obtient la médaille d'argent en individuel.
Elle remporte la médaille de bronze lors des championnats d'Asie 2013 et 2014, puis celle d'or en 2015 et enfin celle de bronze des championnats du monde 2015.

## Palmarès
- Championnats du monde
  -  Médaille de bronze en individuel aux  championnats du monde 2015 à Moscou

- Championnats d'Asie
  -  Médaille d'or par équipes aux Championnats d'Asie 2014 à Suwon
  -  Médaille d'or en individuel aux Championnats d'Asie 2015 à Singapour
  -  Médaille d'or par équipes aux Championnats d'Asie 2016 à Wuxi
  -  Médaille d'argent par équipes aux Championnats d'Asie 2013 à Shanghai
  -  Médaille d'argent par équipes aux Championnats d'Asie 2015 à Singapour
  -  Médaille de bronze en individuel aux Championnats d'Asie 2013 à Shanghai
  -  Médaille de bronze en individuel aux Championnats d'Asie 2014 à Suwon